# Norodom Norindeth
Norodom Norindeth (n. Nom Pen, 1906 - Ibídem, 18 de abril de 1975) fue un noble y político camboyano que ejerció funciones diplomáticas en las décadas de 1950, 1960 y 1970. Durante el período de 1946 a 1955, fue el principal líder de la oposición al gobierno del Partido Democrático, liderando su propia formación política, el Partido Liberal (Kanaq Sereipheap).

## Biografía

### Primeros años
Norindeth era nieto de Norodom de Camboya. Estudió en la Universidad de París. Bajo la Constitución camboyana, redactada durante la colonización francesa, cualquier miembro de los descendientes de Norodom, Sisowath, o Ang Duong, podría ser elegido como rey del país, y después de la muerte de Sisowath Monivong en 1941, Norindeth junto con Sisowath Monireth y Norodom Suramarit fueron algunos de los muchos candidatos al trono. Sin embargo, bajo la presión francesa, fue escogido el hijo de Suramarit, Norodom Sihanouk. Sihanouk contaba con 19 años, por lo que Norindeth fue miembro del Consejo de Regencia del Trono.

### Trayectoria política
En 1946, con motivo de las elecciones constituyentes, Norindeth formó el Partido Liberal, inicialmente conocido como el Partido Constitucionalista. Fue el primer partido político fundado en la historia de Camboya. Los liberales eran ampliamente pro-franceses y abogaban por un acercamiento gradual al autogobierno, manteniendo fuertes lazos franceses: Norindeth esperaba obtener el apoyo garantizado de la élite, los anticomunistas y la minoría Cham del país. A diferencia de su principal rival, el Partido Democrático radical y pro-independentista de Ieu Koeus y el Príncipe Sisowath Youtevong, los liberales fueron fuertemente financiados por los franceses, que los apoyaron encubiertamente como una forma de mantener su influencia. Norindeth organizó reuniones del Partido en su casa, aunque esto sirvió para convencer a algunos observadores de que el Príncipe "no sabía nada de política".
El Partido Democrático tuvo un éxito electoral inicial y fue durante varios años el más popular en el país. En 1950, su líder, Ieu Koeus, fue asesinado, culpándose a un miembro de la comitiva de Norindeth. Norindeth huyó a París como resultado de estar vinculado con el asesino. Sin embargo, el Partido Liberal tendría un predominio temporal en la Asamblea como resultado de la desorganización de los demócratas en 1952.
En 1951, Norindeth regresó a Camboya. Años después, abandonó el Partido Liberal, que posteriormente se disolvió, y se unió a la organización política de su primo Sihanouk, el Sangkum, que obtuvo una victoria aplastante en las elecciones de 1955, denunciadas como una farsa. Más tarde ese año se convirtió en el primer delegado camboyano permanente en la UNESCO. Durante la década de 1960 fue sucesivamente nombrado Embajador en Yugoslavia (1961-63) y Birmania (1964-67).
El 18 de abril de 1975, Norindeth, junto con muchos otros miembros de la familia real Camboyana, fueron ejecutados por el régimen comunista totalitario de los Jemeres Rojos, luego de su victoria en la guerra civil.